# Castanheiro-da-índia

O castanheiro-da-índia (Aesculus hippocastanum) é uma árvore robusta até 25 metros de altura, com copa enorme e abobadada. O seu fruto designa-se como castanha-da-índia, e é usado pela medicina popular contra problemas de circulação sanguínea.

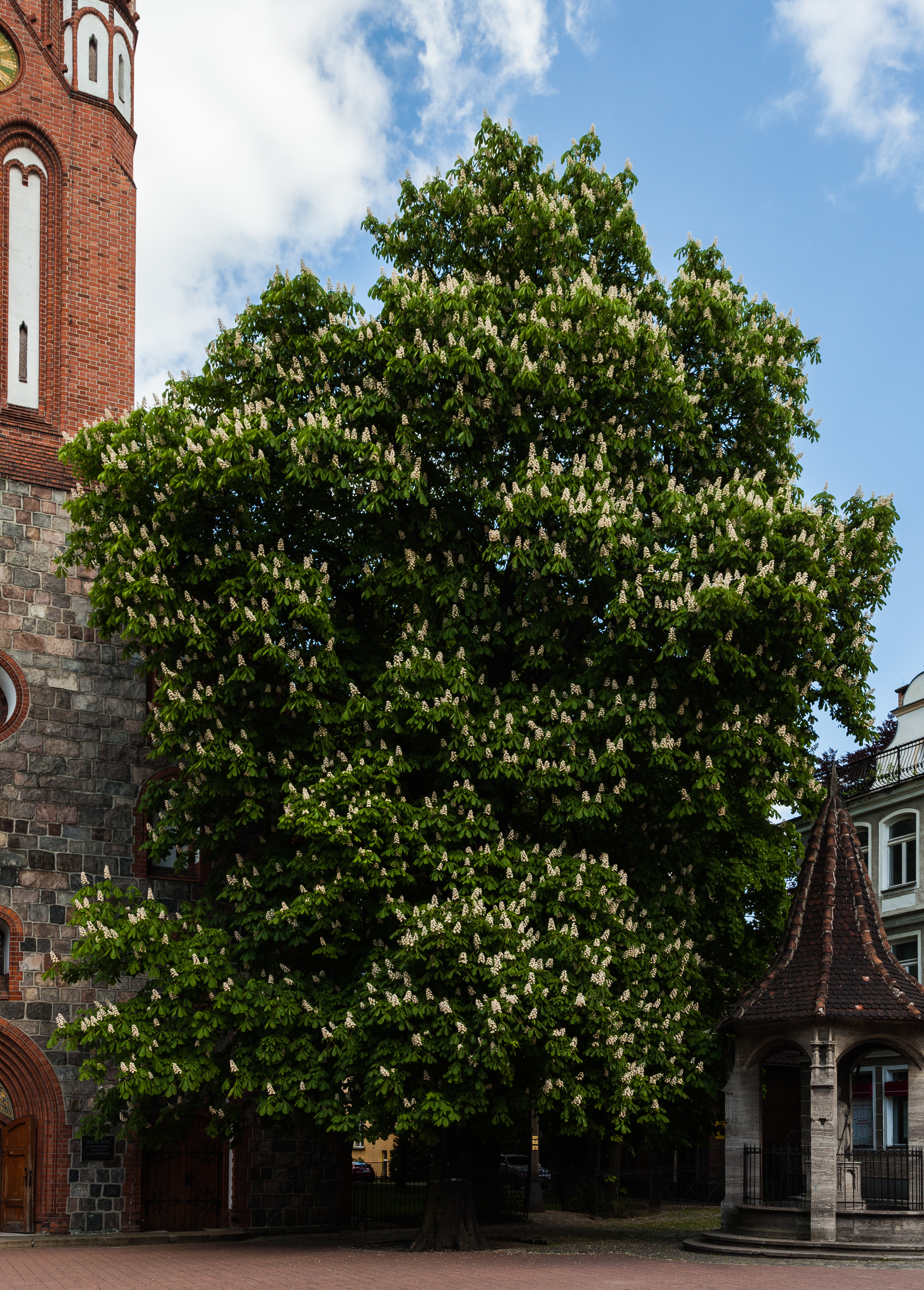
Castanheiro-da-índia

Ritidoma fissurado em grandes placas destacáveis. Folhas com 5-7 folíolos. Folíolos obovados, acunheados na base, duplamente serrados, glabros por cima, tomentosos por baixo. Flores em panículos cilíndricas ou cónicas. Fruto espinhoso, globoso, com uma só semente arredondada ou com 2-3 achatadas.
A título de curiosidade, é a espécie de árvore que permeia praticamente toda a extensão da avenida Champs-Élysées, em Paris, além de compôr a botânica comum de quase toda a cidade de Praga, capital da República Tcheca.

## Indicações em medicina popular
- Hemorroidal
- Varizes
- Antiinflamatório

## Reacções adversas
- Dermatite de contacto, alergia.
- Hepatotoxicidade
- Em uso tópico — algum potencial carcinogénio
- Neurotoxicidade grave
- Potenciação de efeito anticoagulantecastanha-da-índia

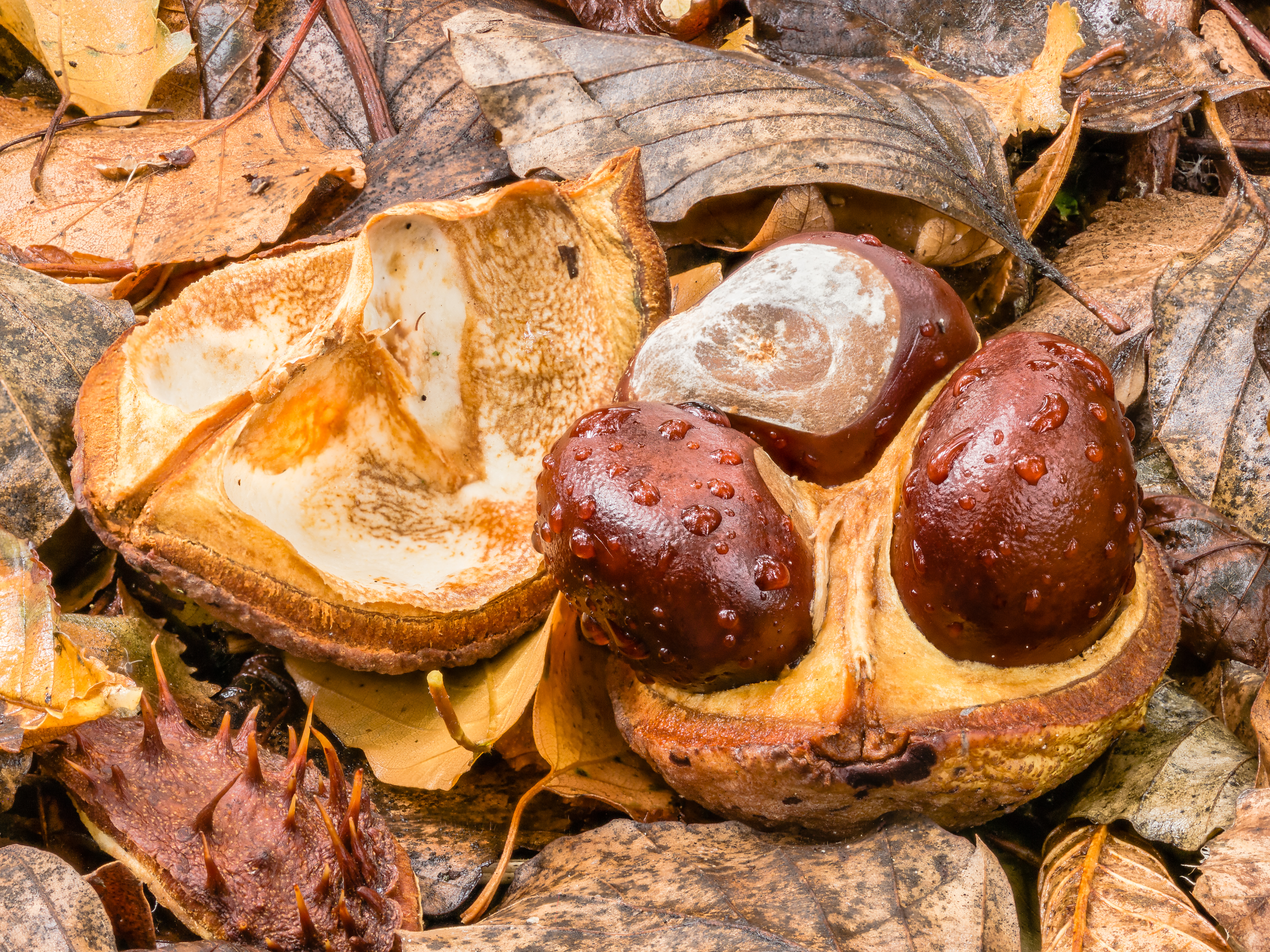
castanha-da-índia